# Prawnik z lincolna
Prawnik z lincolna (ang. The Lincoln Lawyer) – powieść sensacyjna Michaela Connelly’ego z 2005 roku, pierwsza z serii książek o adwokacie Mickeym Hallerze, przyrodnim bracie Harry’ego Boscha, jednej z najbardziej znanej postaci autora. W Polsce pierwotnie wydana w 2006 roku przez wydawnictwo Prószyński i S-ka pod tytułem Adwokat. W 2011 roku wydawnictwo Albatros wydało powieść pod zmienionym tytułem Prawnik z lincolna w związku z dystrybucją pod takim tytułem jej filmowej adaptacji.

## Fabuła
Odnoszący umiarkowane sukcesy zawodowe adwokat Mickey Haller prowadzi swoją kancelarię w lincolnie town car, prowadzonym przez byłego klienta niemogącego inaczej opłacić obrony. Większość jego klientów stanowią gangsterzy i dealerzy narkotykowi, jednak któregoś dnia otrzymuje sprawę bogatego Louisa Rouleta, oskarżonego o napaść i usiłowanie zabójstwa. Z początku zdaje się on być niewinny i wrabiany przez swoją ofiarę. Roulet jednak kłamie, a wiele zaskakujących odkryć sprawia, że Haller zaczyna wątpić w swoją początkową teorię. Przypomina mu się sprawa Jesusa Menendeza, jego byłego klienta, oskarżonego i osadzonego w więzieniu za bliźniaczo podobne przestępstwo.

## Adaptacja filmowa
W filmowej adaptacji, której premiera miała 18 marca 2011 roku, główną rolę zagrał Matthew McConaughey, któremu partnerowała Marisa Tomei jako Maggie McPherson. Film wyreżyserowany został przez Brada Furmana według scenariusza Johna Romana.

## Nagrody
Powieść spotkała się z przychylnym przyjęciem fanów kryminałów. W 2006 roku zdobyła Shamus Award i Macavity Award w kategorii „Najlepsza powieść”. W tej samej kategorii nominowana była do Anthony Awards. W 2010 roku nominowana była do Barry Awards w kategorii „Najlepsza powieść kryminalna dekady”, przegrała jednak z Mężczyznami, którzy nienawidzą kobiet Stiega Larssona.